# Châu Nghệ Hiên
Châu Nghệ Hiên (giản thể: 周艺轩; phồn thể: 周藝軒; bính âm: Zhōu Yìxuān, tiếng Hàn: 조이쉔; sinh ngày 11 tháng 12 năm 1990) là nam rapper, ca sĩ và diễn viên người Trung Quốc. Anh là thành viên và trưởng nhóm của nhóm nhạc Hàn-Trung UNIQ thuộc công ty giải trí Yuehua Entertainment và nhóm nhạc Trung Quốc Tân Phong Bạo (New Storm), được ra mắt vào năm 2019 sau khi giành chiến thắng trong chương trình thực tế sống còn All For One.

## Tiểu sử
Châu Nghệ Hiên sinh ngày 11 tháng 12 năm 1990 tại Thặng Châu, Chiết Giang, Trung Quốc. Anh theo học tại trường trung học Thặng Châu số 2 và tiếp tục theo học tại Học viện âm nhạc đương đại Bắc Kinh và được Yuehua Entertainment phát hiện tại một cuộc thi nhảy.

## Sự nghiệp

### 2014 - 2015: Ra mắt với UNIQ
Ngày 24 tháng 9 năm 2014, Châu Nghệ Hiên là thành viên thứ 5 được giới thiệu của Uniq (ban nhạc). Nhóm chính thức ra mắt vào ngày 16 tháng 10 năm 2014 với single Falling in Love. Châu Nghệ Hiên là người đồng sáng tác phiên bản tiếng Trung của bài hát .
Năm 2015, anh đã đồng sáng tác ba phiên bản tiếng Trung cho EP đầu tiên của UNIQ, EOEO 优 +, bao gồm EOEO, Luv Again và Listen to me.

### 2016 - nay: Sự nghiệp diễn xuất và Hoạt động Solo
Châu Nghệ Hiên xuất hiện trong vai trò khách mời trong các bộ phim vào năm 2016 là Đối tác hoàn hảo và Đại thoại Tây du 3. Sau đó chính thức ra mắt trở thành diễn viên trong bộ phim web-drama Nữ tổng thống vào tháng 5 năm 2016.
Châu Nghệ Hiên tham gia bộ phim truyền hình Time City, với diễn viên chính là của nữ diễn viên Hàn Quốc Park Minyoung. Anh đã giành được vai chính đầu tiên của mình trong bộ phim Marna đóng cùng với nghệ sỹ cùng công ty là Ngô Tuyên Nghi, Mạnh Mỹ Kỳ của Cosmic Girls (sau này ra mắt trong Hỏa tiễn Thiếu nữ 101) và thí sinh của Produce 101 Mùa 2/ Idol Producer Chu Chính Đình (sau này ra mắt trong nhóm Nine Percent và NEX7  Ngay sau đó, anh đã được chọn tham gia Step up 6, phần tiếp theo của loạt phim Step Up. Các điệu nhảy trong phim được biên đạo bởi Willdabeast Adams và Janelle Ginestra. Tiếp đó là bộ phim The Origin of Love dựa trên tiểu thuyết web nổi tiếng, Desolate Era của I Eat Tomatoes.
Tháng 5 năm 2017, tham gia The Rap of China. Anh đã vượt qua thành công bốn vòng và bị loại trong phần chọn nhóm.
Tháng 8 năm 2017, làm giám khảo top 20 thí sinh đứng đầu trong một cuộc thi hát do ứng dụng phát sóng trực tiếp Inke tổ chức. Người chiến thắng của cuộc thi sẽ hát bài hát chủ đề Mr. Inke cùng với anh. Bài hát cùng tên này đã được phát hành vào tháng 10 năm 2017.
Tháng 9 năm 2017, đóng vai chính trong bộ phim hài To B hay Not to B, với nhiều vai diễn khác nhau.
Cuối năm 2017, phát hành single Do Back (vào ngày 23/11) và GIRL GIRL GIRL (vào ngày 4 tháng 12) trước khi phát hành EP solo đầu tiên của mình. EP này mang tên OS được phát hành vào ngày 27 tháng 12, bao gồm cả single thứ 3, Want a Trip. Video âm nhạc cho GIRL GIRL GIRL đã được phát hành vào ngày 30 tháng 3 năm 2018.
Châu Nghệ Hiên đã được trao giải thưởng Nhân vật thời trang mới nổi tại Lễ trao giải ảnh hưởng châu Á 2017; Chứng nhận danh dự tại Diễn đàn Công nghiệp Văn hóa Thời trang Một vành đai và Một con đường năm 2017 ;Giải Ngôi sao được mong đợi nhất năm 2018 tại Lễ trao giải thường niên du lịch Sina 2017.
Tháng 4 năm 2018, tham gia chương trình The Chamber of Secrets Escape - một chương trình giải trí trên HunanTV . Anh cũng đã viết lời cho ca khúc mới của UNIQ có tựa đề 不曾离开过 được phát hành cùng thời gian này.
Tháng 5 năm 2018, diễn vai khách mời trong bộ phim của thành viên cùng nhóm Lý Vấn Hàn, Basketball Fever. Tháng 9 năm 2018, bộ phim Water Bro được phát hành, trong đó Châu Nghệ Hiên đóng vai chính Xia Bing, hợp tác cùng nam diễn viên Thái Lan New Thitipoom.
Châu Nghệ Hiên tham gia chương trình sống còn của Trung Quốc, All For One cùng với các thực tập sinh Yuehua và giành chiến thắng trong trận chung kết, giành được vị trí đầu tiên. Nhóm mới của anh, New Storm, ra mắt vào năm 2019.

## Danh sách đĩa hát

### Phát mở rộng
| Tựa đề | Chi tiết |
| ------ | --- |
| OS     | - Phát hành: ngày 27 tháng 12 năm 2017 - Công ty: Yuehua Entertainment - Định dạng: Digital Download track list 1. Do Back 2. GIRL GIRL GIRL 3. Want a Trip |

### Đĩa đơn
| Tựa đề         | Năm  | Album |
| -------------- | ---- | ----- |
| Do Back        | 2017 | OS    |
| GIRL GIRL GIRL | 2017 | OS    |
| Want a Trip    | 2017 | OS    |

### Single quảng cáo
| Năm  | Tựa đề                       | Ghi chú                    |
| ---- | ---------------------------- | -------------------------- |
| 2017 | Mr. Inke (hợp tác với Semon) | Quảng cáo của Mr.Inke      |
| 2017 | XS 有型有YOUNG               | Quảng cáo nước tăng lực XS |

### Tham gia sáng tác
| Năm  | Album                                        | Bài hát                                 | Lời       | Lời                                          | Nhạc      |
| Năm  | Album                                        | Bài hát                                 | Công nhận | Với                                          | Công nhận |
| ---- | -------------------------------------------- | --------------------------------------- | --------- | -------------------------------------------- | --------- |
| 2014 | EOEO优+                                      | Falling in Love (phiên bản tiếng Trung) | Có        | Matthew Heath, GG Riggs, Wang Ya Jun         | —         |
| 2015 | EOEO优+                                      | EOEO (phiên bản tiếng Trung)            | Có        | Lý Vấn Hàn, Deanfluenza                      | —         |
| 2015 | EOEO优+                                      | Listen to Me (phiên bản tiếng Trung)    | Có        | Atozzio, Jarah Lafayette Gibson, Wang Ya Jun | —         |
| 2015 | EOEO优+                                      | Luv Again (phiên bản tiếng Trung)       | Có        | Lý Vấn Hàn, Francis Sooho Kim, DJ Nure       | —         |
| 2015 | Non-album single                             | One More Love                           | Có        | Jeffrey Kong                                 | —         |
| 2015 | Non-album single                             | Best Friend (phiên bản tiếng Trung)     | Có        | Lý Vấn Hàn                                   | —         |
| 2015 | The SpongeBob Movie: Sponge Out of Water OST | Erase Your Little Sadness               | Có        | Cho Seung-youn, Xiao Ke                      | —         |
| 2016 | MBA Partners OST                             | My Dream                                | Có        | Jeon Changyeop, Chun Joonkyu                 | —         |
| 2017 | Non-album single                             | Happy New Year 2017                     | Có        | —                                            | —         |
| 2017 | Non-album single                             | Mr. Inke (với Semon)                    | Có        | Pan Geyang, Lin Yuncheng, Li San             | —         |
| 2017 | Non-album single                             | XS 有型有YOUNG                          | Có        | —                                            | Có        |
| 2017 | OS                                           | Do Back                                 | Có        | —                                            | Có        |
| 2017 | OS                                           | GIRL GIRL GIRL                          | Có        | —                                            | Có        |
| 2017 | OS                                           | Want a Trip                             | Có        | —                                            | Có        |
| 2018 | Non-album single                             | 不曾离开过                              | Có        | —                                            | —         |

## Danh sách phim

### Phim điện ảnh
| Năm  |                              | Tựa đề                       | Tựa đề     | Vai diễn                  | Hợp tác cùng                        | Ghi chú   |
| Năm  | Viêt                         | Anh                          | Trung      | Vai diễn                  | Hợp tác cùng                        | Ghi chú   |
| ---- | ---------------------------- | ---------------------------- | ---------- | ------------------------- | ----------------------------------- | --------- |
| 2016 | Đối tác hoàn hảo             | MBA Partners                 | 梦想合伙人 | Nhân viên chuyển phát     |                                     | Khách mời |
| 2016 | Đại thoại Tây du 3           | A Chinese Odyssey Part Three | 大话西游3  | Sa Tăng (沙僧/ Sha Sheng) | Han Geng, Đường Yên, Vương Nhất Bác | Khách mời |
| 2018 | Thoát vịnh nhi xuất          | Water Bro                    | 脱泳而出   | Hạ Băng (夏冰/Xia Bing)   | New Thitipoom                       | Nam chính |
| 2018 | Tư vị mối tình đầu           | Marna                        | 初恋的滋味 | Tần Kiêu (秦骁/Qin Xiao)  | Ngô Tuyên Nghi, Chu Chính Đình      | Nam chính |
| 2018 | Step up 6: Vũ điệu đường phố | Step Up: Year of the Dance   | 舞所不能   | Big Bird (大鸟)           | Mạnh Mỹ Kỳ                          | ủng hộ    |

### Phim truyền hình
| Year      | Title              | Title              | Role         | Role    | Notes   |
| Year      | English            | Chinese            | English      | Chinese | Notes   |
| --------- | ------------------ | ------------------ | ------------ | ------- | ------- |
| 2016      | Female President   | 女总裁的贴身高手   | Leng Feng    | 冷锋    | support |
| 2016–2017 | Female President 2 | 女总裁的贴身高手2  | Leng Feng    | 冷锋    | support |
| 2017      | To B or Not to B   | 男人装不装         | —            | —       | various |
| 2018      | Basketball Fever   | 热血狂篮           | Qiao Zijun   | 乔子俊  | cameo   |
| 2019      | Time City          | 时光之城           | Chen Qinyan  | 沈钦言  | support |
| 2019      | The Origin of Love | 莽荒纪之川落雪     | Hu Tou       | 虎头    | support |
| 2019      | My Girlfriend      | 我不能恋爱的女朋友 | TBA          | TBA     | support |
| 2019      | Boys to Men        | 拜托啦师兄         | Luan Xiaofei | 栾小飞  | support |

### Chương trình truyền hình
| Năm  | Tựa đề            | Tựa đề                        | Tựa đề              | Vai trò    | Kênh      |
| Năm  | Việt              | Anh                           | Trung               | Vai trò    | Kênh      |
| ---- | ----------------- | ----------------------------- | ------------------- | ---------- | --------- |
| 2018 | Phòng chứa bí mật | The Chamber of Secrets Escape | 暗夜古宅 · 密室逃脱 | Thành viên | Hồ Nam TV |
| 2019 | Dĩ đoàn chi danh  | All for one                   | 以团之名            | Thí sinh   | Youku     |

## Giải thưởng

### Giải thưởng cùng Uniq
| Năm  | Giải thưởng                                      | Hạng mục                       | Kết quả   | Tham chú |
| ---- | ------------------------------------------------ | ------------------------------ | --------- | -------- |
| 2017 | Asian Influence Awards Ceremony                  | Emerging Fashion Figure        | Đoạt giải | [ 16 ]   |
| 2017 | The Belt and Road Fashion Culture Industry Forum | Emerging Honorary Certificate  | Đoạt giải | [ 17 ]   |
| 2018 | Sina Travel Annual Awards                        | Most Anticipated Star Traveler | Đoạt giải | [ 18 ]   |

### Giải thưởng chương trình âm nhạc

#### Global Chinese Music
| Năm  | Ngày        | Bài hát        |
| ---- | ----------- | -------------- |
| 2017 | 23 tháng 12 | GIRL GIRL GIRL |